# Museo delle sinopie (Pise)
Le museo delle sinopie (en français : « musée des sinopies ») est un musée consacré aux sinopie des fresques du Camposanto monumentale. Il est situé au sud de la Piazza dei Miracoli, dans un ancien édifice hospitalier de la commune de Pise, en Toscane.

## L’édifice
Connu en 1257 sous le vocable de hôpital Santo Spirito, l’édifice est alors destiné à héberger les pauvres, les malades et les pèlerins. Il s’appelle ensuite hôpital de la Misericordia puis Santa Chiara. Son architecte est Giovanni di Simone connu aussi pour ses travaux sur le chantier du Campo Santo en 1277. Sa façade, surmontée d’un petit campanile, est parée de briques rouges, et au milieu du XVIe siècle, elle est pourvue de nouvelles fenêtres ainsi que de portails au pourtour en bossage de pietra serena. L’intérieur se présente sur plusieurs niveaux accessibles par des escaliers et une tour ascenseur, et sa pièce principale offre une originale perspective sur la place depuis une grande voûte vitrée. L’espace muséal est inauguré en 1976, puis fermé pour restructuration de 2005 au 1er mai 2007.

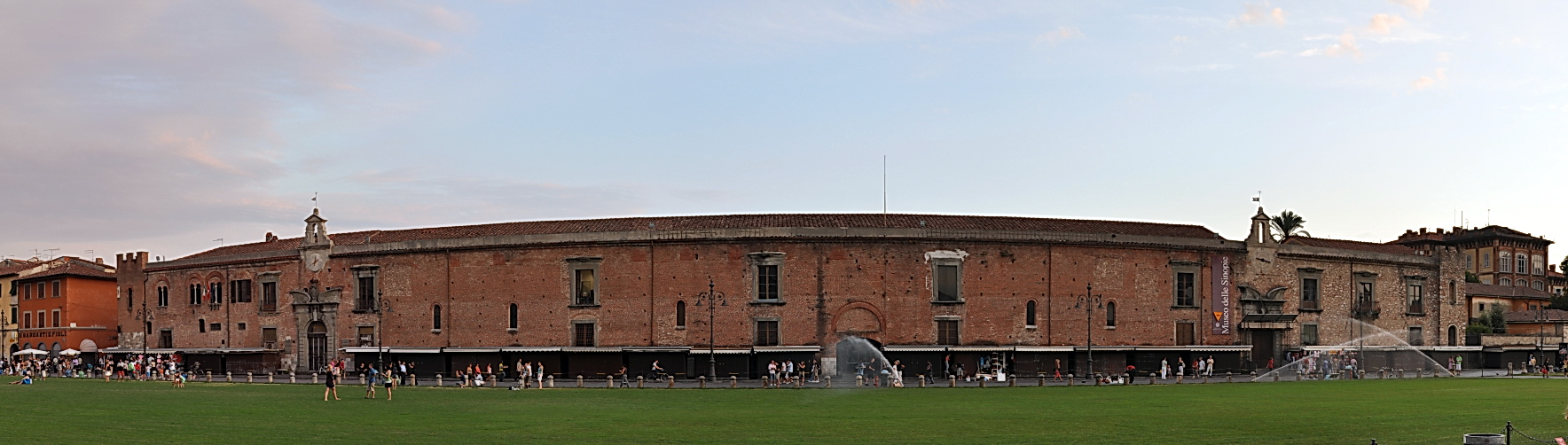
Museo delle Sinopie

## Les fresques
Autrefois, les murs du camposanto étaient couverts par un cycle de fresques : La première était la Crucifixion par Francesco Traini située sur le côté sud-ouest. Puis, en continuant sur la droite, côté sud, Le Jugement dernier, L'Enfer, Le Triomphe de la Mort et La Thébaïde des anachorètes habituellement attribués à Buonamico Buffalmacco. Le cycle de fresques se poursuivait avec les récits de l'Ancien Testament exécuté par Benozzo Gozzoli au XVe siècle sis dans la galerie nord, tandis qu’entre 1377 et 1391 Andrea Bonaiuto, Antonio Veneziano et Spinello Aretino décoraient l’intérieur de l'arcade sud avec des personnages saints de l’iconographie pisane ainsi que l’histoire du Livre de Job, par Taddeo Gaddi à la fin du XIVe siècle. Dans le même temps, dans la galerie nord, Piero di Puccio illustrait les récits de la Genèse.

## Lessinopie
Découvertes en 1944 à la suite d'un bombardement allié - qui provoque un incendie du Camposanto - l‘enduit des fresques se détache sous l‘effet de la chaleur et la fonte de la couverture en plomb. À la suite de ses dégradations, en 1947, une campagne urgente de sauvegarde est engagée où les fresques séparées des murs - selon la technique dite « a strappo » - laissent apparaître, au-dessous, des sinopie extrêmement bien conservées. Ces dessins sont également séparés en utilisant la même technique utilisée pour les fresques, et sont ensuite exposés dans le museo delle Sinopie.
Aujourd'hui, il est possible de voir, outre les sinopie, une reproduction virtuelle du Camposanto en imagerie 3D qui représente l’intérieur du monument au cours des siècles.

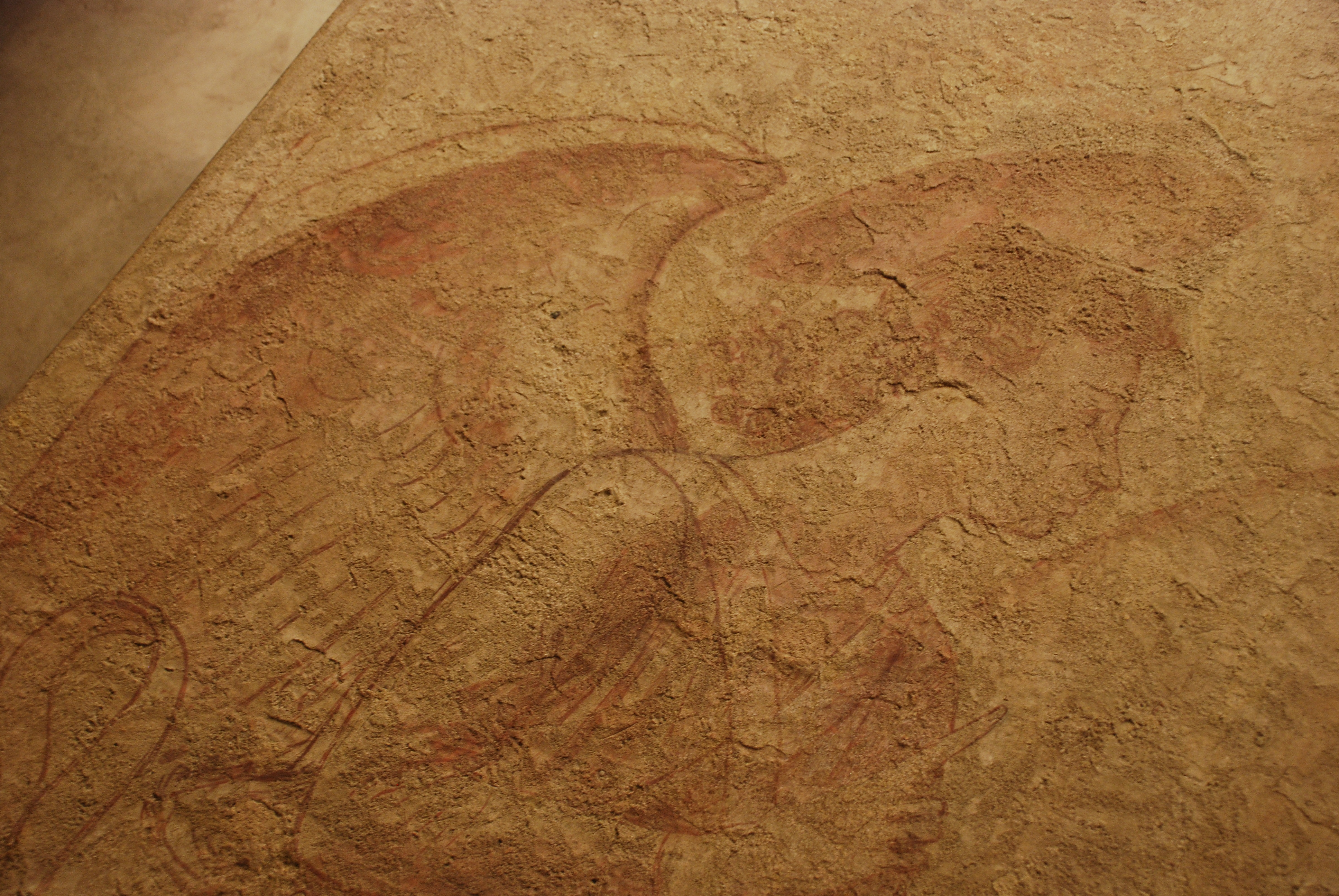
L'Annonciation (détails de l'ange) de Benozzo Gozzoli.
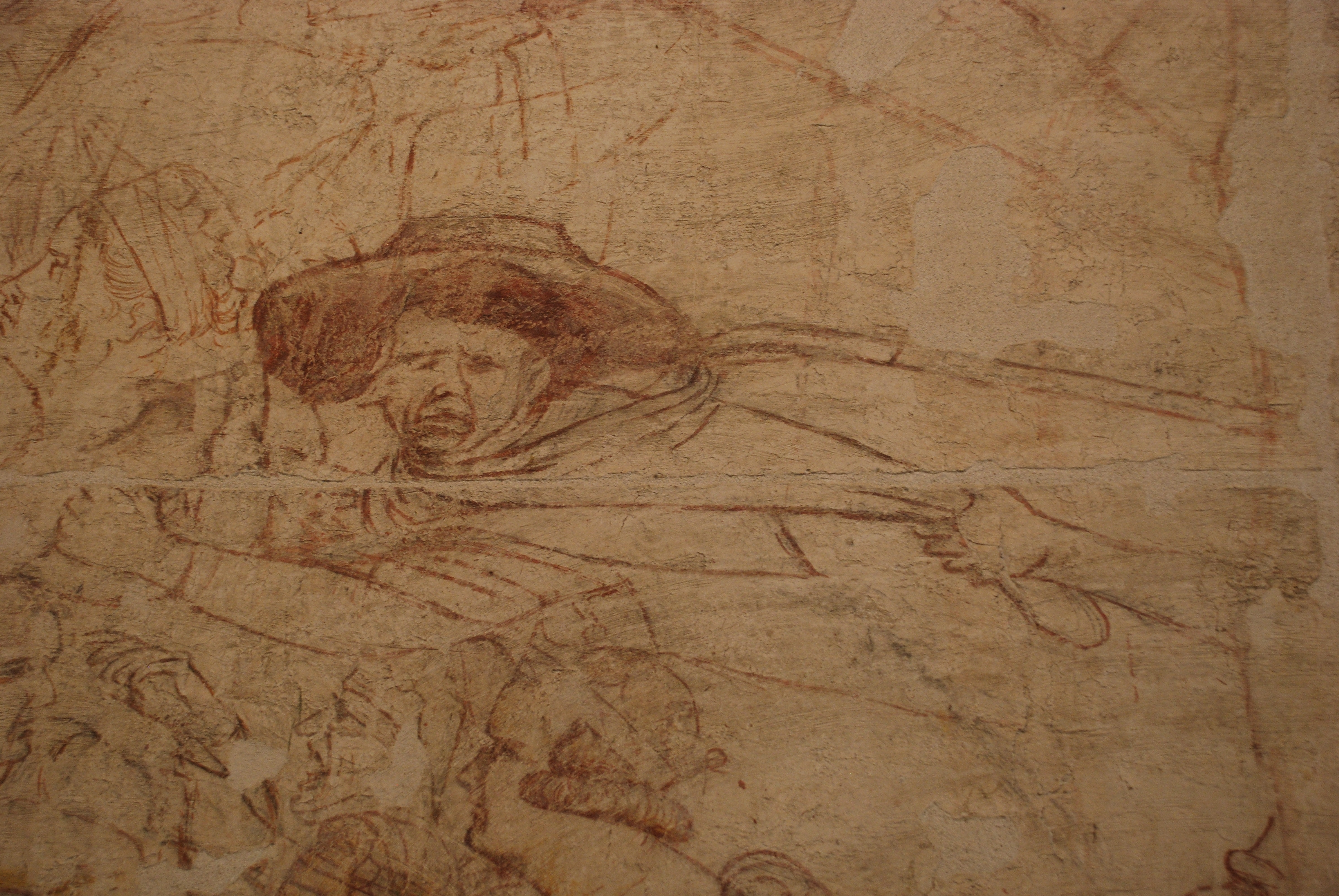
Le Jour du jugement (détails) de Buonamico Buffalmacco.
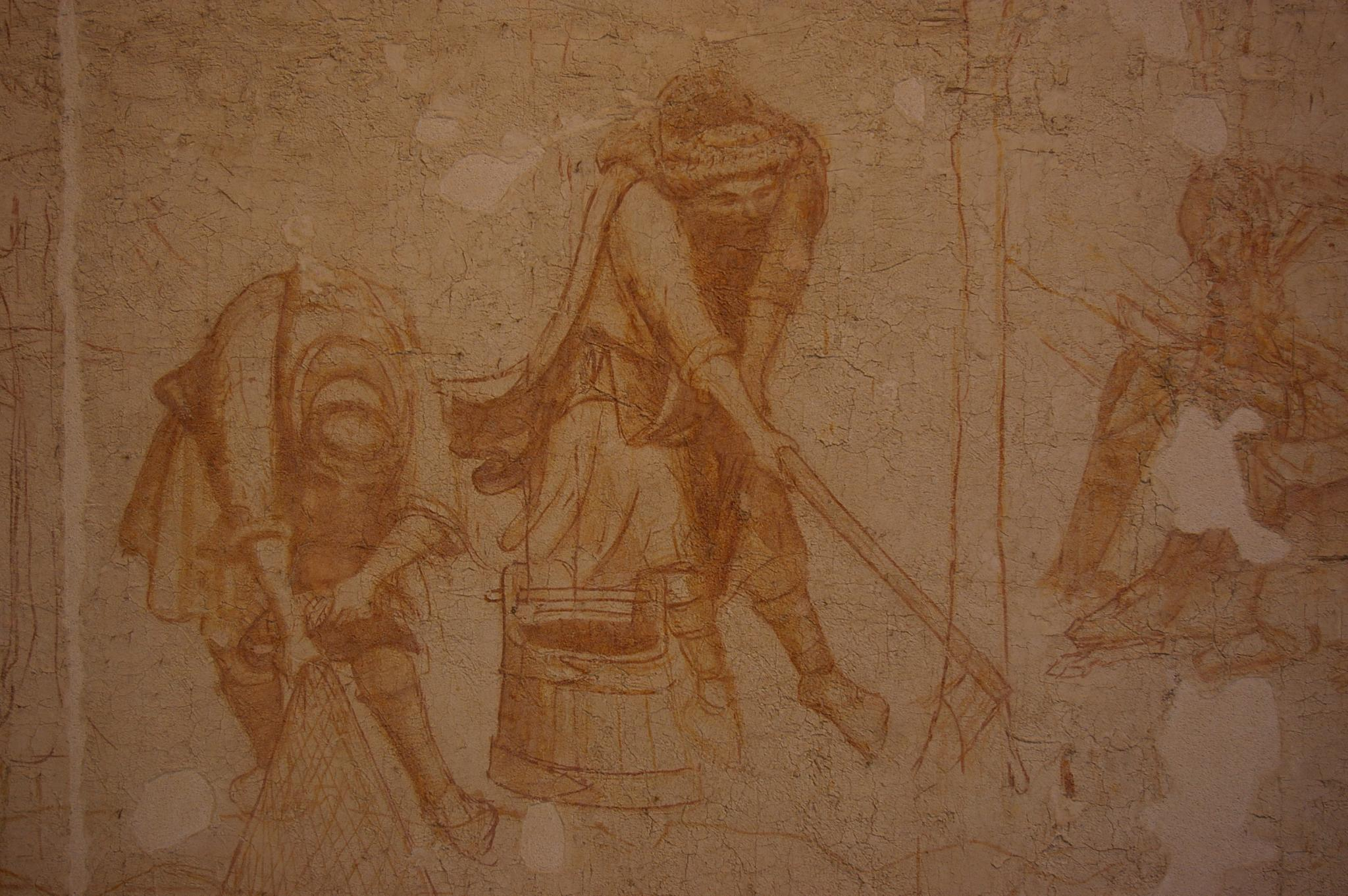
Scène d'agriculture.
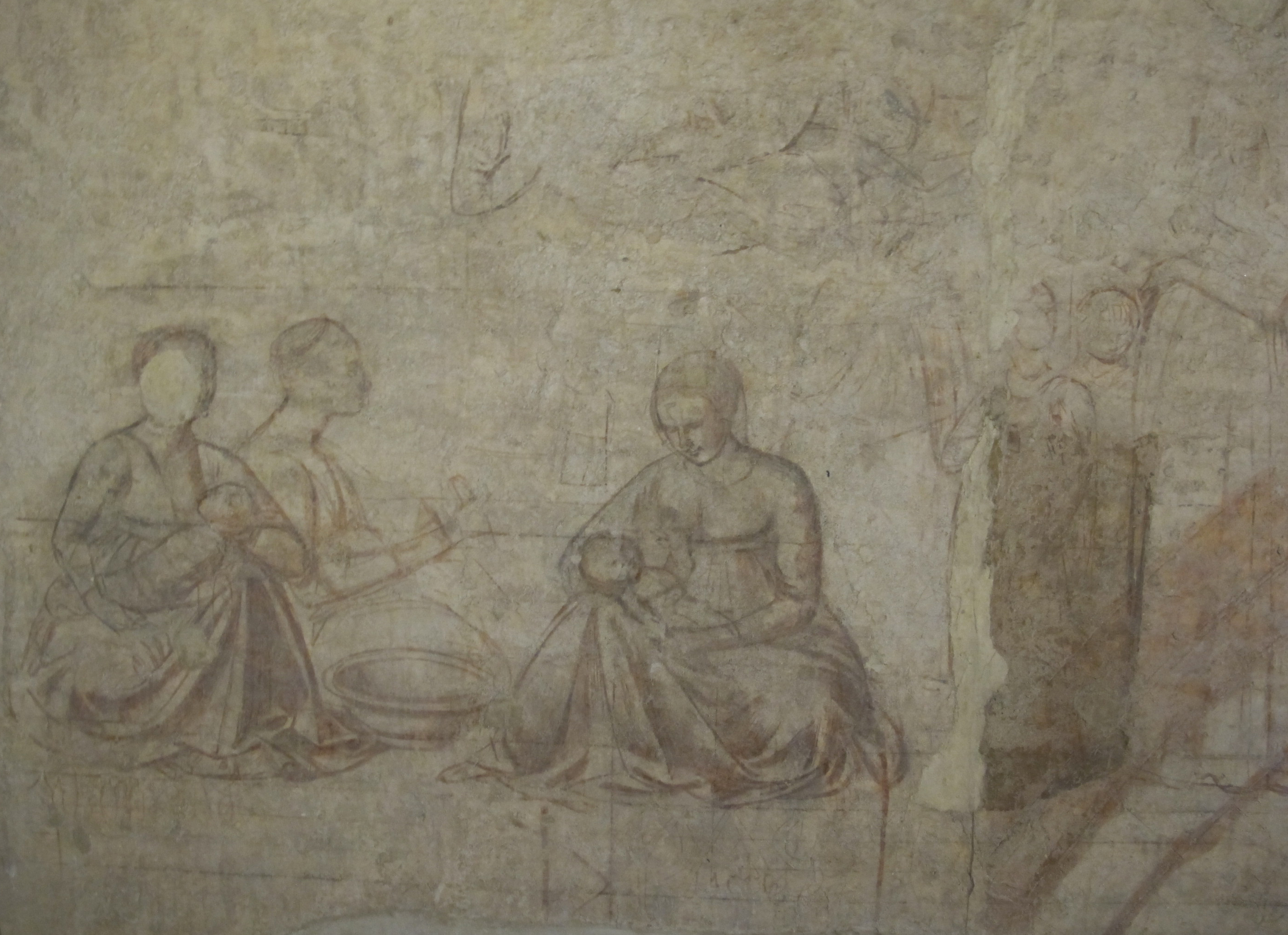
Adoration des mages de Benozzo Gozzoli.